# 維盧約山 (馬蘭加尼區)
14°25′51″S 71°09′36″W / 14.43083°S 71.16000°W
維盧約山（Wiluyu），是秘魯的山峰，位於該國南部庫斯科大區，由坎奇斯省的馬蘭加尼區負責管轄，屬於安地斯山脈的一部分，海拔高度約5,000米。